# Блоз, Карл
Карл Блоз (нем. Carl Blos; 24 ноября 1860, Мангейм — 19 ноября 1941, Мюнхен) — немецкий художник, известный в первую очередь как портретист и пейзажист.

## Жизнь и творчество
Карл Блоз начал изучать живопись в Школе прикладного искусства в 1878—1880 годы в Карлсруэ, а затем продолжил свою учёбу в Академии искусств в Карлсруэ в классе у Карла Хоффа в 1881—1883 годы. В октябре 1883 года Блоз поступает в мюнхенскую Академию художеств, где до 1886 года проходит обучение у Вильгельма фон Линденшмита-младшего. В последние два года обучения Блоз работает в мастерской профессора. В дальнейшем он становится членом общества живописцев Луитпольда (нем. Luitpold-Gruppe). В 1902 году он становится профессором живописи мюнхенской Академии художеств. 
В 1884 году Блоз был награждён медалью Академии, а в 1905 — Большой медалью Академии художеств. В 1896 году Карл Блоз принимает участие в Большой берлинской международной художественной выставке, где ему присваивается малая золотая медаль. В 1937 году ему присуждается премия Ленбаха. Участвовал в Большой германской художественной выставке  1939 года в Мюнхене, на которой была куплена Адольфом Гитлером одна из его картин.

## Галерея

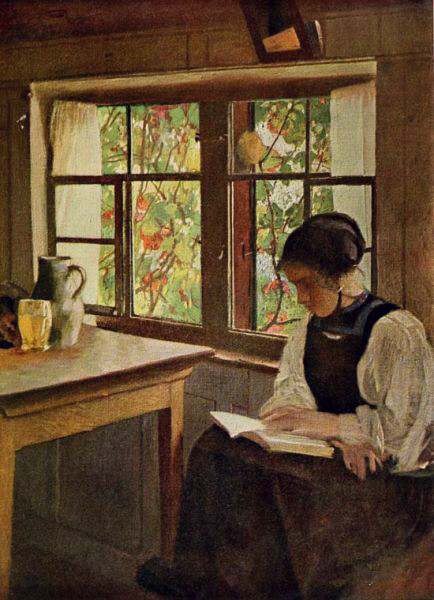
Летний вечер
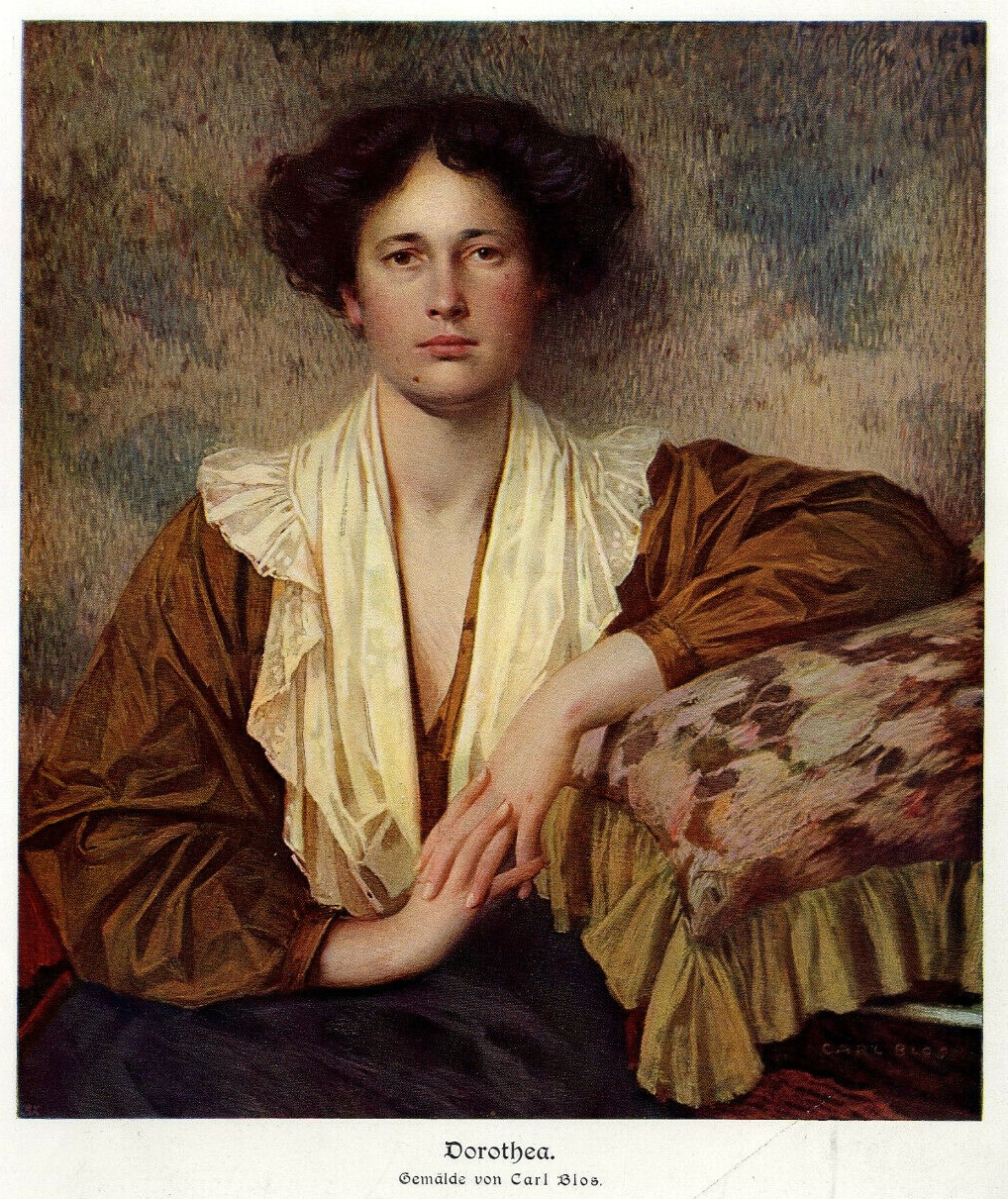
Доротея (1911)
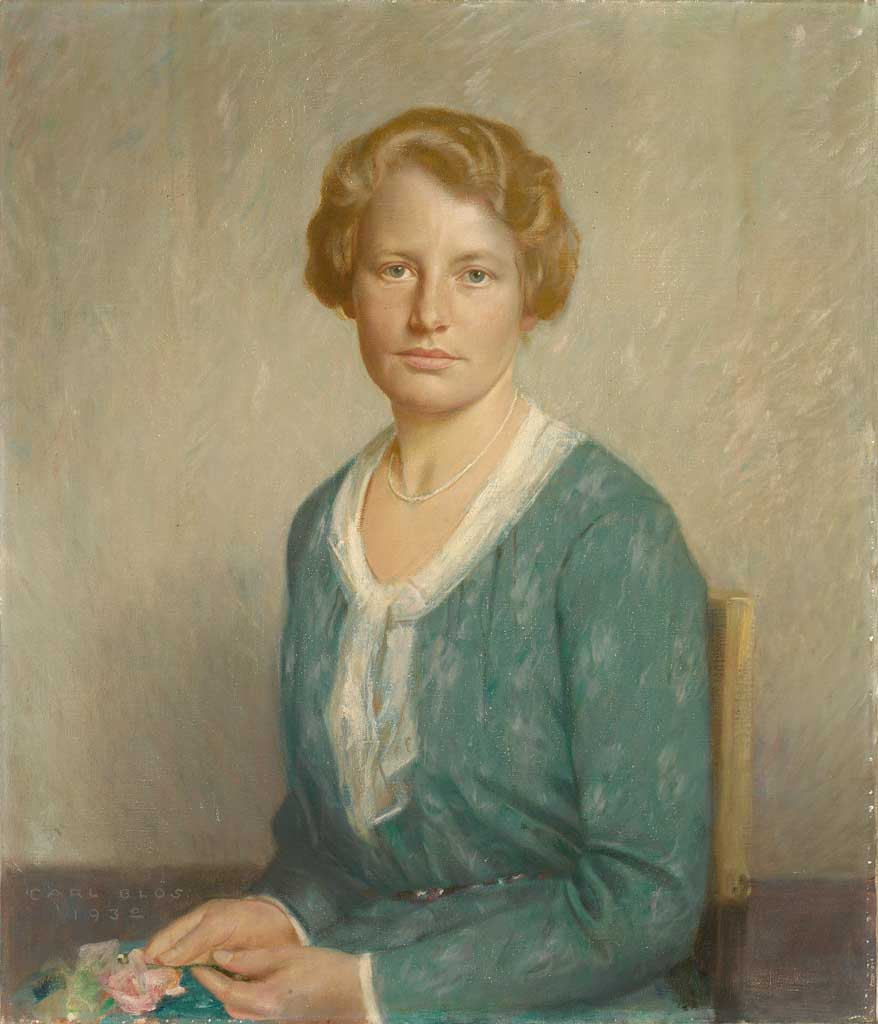
Портрет молодой женщины (до 1941)
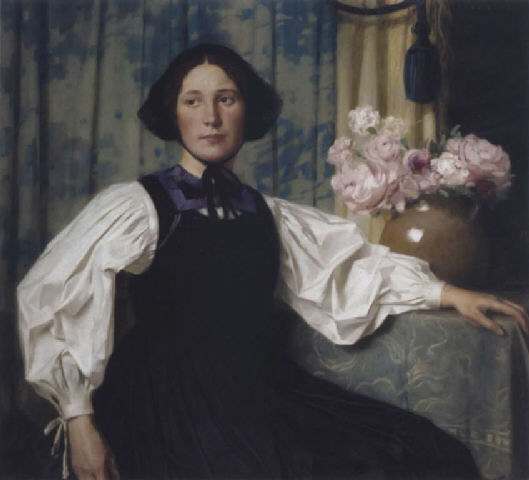
Портрет девочки в национальной одежде с букетом роз, (до  1941)
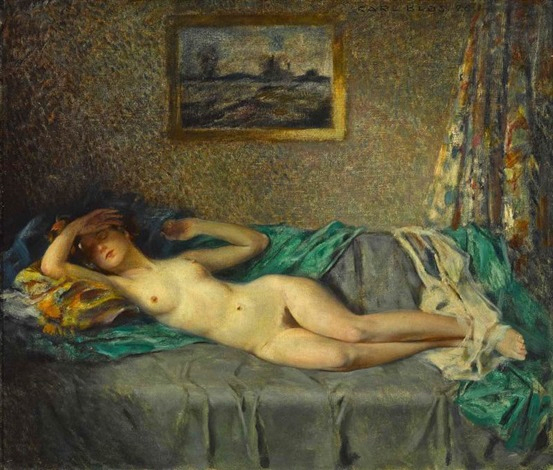
Лежащая обнажённая, (1926).